# Evan Bush
Evan Bush est un joueur américain de soccer né le 6 mars 1986 à Concord Township (en) en Ohio. Il joue au poste de gardien de but au Crew de Columbus en MLS.

## Biographie
Le 11 mars 2011, Bush s'engage avec l'Impact de Montréal pour sa dernière saison en deuxième division nord-américaine rebaptisée NASL. Recruté pour seconder Bill Gaudette, il s'impose rapidement comme le gardien de but numéro 1 de l'équipe et est élu meilleur portier de la ligue.
Il est conservé avec le onze montréalais pour le grand saut en MLS mais redevient gardien remplaçant derrière Donovan Ricketts puis Troy Perkins.
Dès la saison 2013, il est titularisé pour disputer le Championnat canadien puis la Ligue des champions. Durant la saison 2014, il s'impose progressivement comme titulaire devant Troy Perkins.
Auteur de dix saisons avec l'Impact de Montréal où il est notamment le gardien numéro 1 pendant cinq années, il est finalement envoyé aux Whitecaps de Vancouver le 28 septembre 2020 en contrepartie d'un choix de troisième ronde au repêchage universitaire de 2021. Son séjour sur la côte ouest est cependant de courte durée puisqu'il est de nouveau échangé, retournant dans son État natal de l'Ohio lorsqu'il rejoint le Crew de Columbus, récent champion en 2020.

## Palmarès

### Collectif
- Impact de Montréal
  - Vainqueur du Championnat canadien en 2013, 2014 et 2019.
- Crew de Columbus
  - Vainqueur de la Campeones Cup en 2021

### Individuel
- Gant d’or de la NASL en 2011 (Meilleur gardien de but)
- Gant d'or de la CONCACAF 2014-2015 (Meilleur gardien de but)

## Statistiques
| Saison                | Club                     | Championnat           | Championnat | Championnat | Coupe(s) nationale(s) | Coupe(s) nationale(s) | Compétition(s) continentale(s) | Compétition(s) continentale(s) | Compétition(s) continentale(s) | Séries | Séries | Total | Total |
| Saison                | Club                     | Division              | M.          | B.          | M.                    | B.                    | Comp.                          | M.                             | B.                             | M.     | B.     | M.    | B.    |
| 2009                  | City Stars de Cleveland  | USL-1                 | 7           | 0           | 1                     | 0                     | -                              | -                              | -                              | -      | -      | 8     | 0     |
| 2010                  | Crystal Palace Baltimore | USSF D2               | 25          | 0           | 1                     | 0                     | -                              | -                              | -                              | -      | -      | 26    | 0     |
| 2011                  | Impact de Montréal       | NASL                  | 19          | 0           | 0                     | 0                     | -                              | -                              | -                              | -      | -      | 19    | 0     |
| 2012                  | Impact de Montréal       | MLS                   | 1           | 0           | 0                     | 0                     | -                              | -                              | -                              | -      | -      | 1     | 0     |
| 2013                  | Impact de Montréal       | MLS                   | 1           | 0           | 4                     | 0                     | LCC                            | 4                              | 0                              | 0      | 0      | 9     | 0     |
| 2014                  | Impact de Montréal       | MLS                   | 13          | 0           | 4                     | 0                     | LCC                            | 4                              | 0                              | -      | -      | 21    | 0     |
| 2015                  | Impact de Montréal       | MLS                   | 31          | 0           | 0                     | 0                     | LCC                            | 5                              | 0                              | 3      | 0      | 39    | 0     |
| 2016                  | Impact de Montréal       | MLS                   | 33          | 0           | 0                     | 0                     | -                              | -                              | -                              | 5      | 0      | 38    | 0     |
| 2017                  | Impact de Montréal       | MLS                   | 31          | 0           | 0                     | 0                     | -                              | -                              | -                              | -      | -      | 31    | 0     |
| 2018                  | Impact de Montréal       | MLS                   | 34          | 0           | 0                     | 0                     | -                              | -                              | -                              | -      | -      | 34    | 0     |
| 2019                  | Impact de Montréal       | MLS                   | 32          | 0           | 0                     | 0                     | -                              | -                              | -                              | -      | -      | 32    | 0     |
| 2020                  | Impact de Montréal       | MLS                   | 0           | 0           | 0                     | 0                     | -                              | -                              | -                              | -      | -      | 0     | 0     |
| 2020                  | Whitecaps de Vancouver   | MLS                   | 8           | 0           | 0                     | 0                     | -                              | -                              | -                              | -      | -      | 8     | 0     |
| 2021                  | Crew de Columbus         | MLS                   | 4           | 0           | -                     | -                     | LCC+CC                         | 0+1                            | 0                              | -      | -      | 5     | 0     |
| 2022                  | Crew de Columbus         | MLS                   | 0           | 0           | 0                     | 0                     | -                              | -                              | -                              | -      | -      | 0     | 0     |
| Total sur la carrière | Total sur la carrière    | Total sur la carrière | 239         | 0           | 10                    | 0                     | -                              | 14                             | 0                              | 8      | 0      | 271   | 0     |